# Igreja de Santiago de Rio de Moinhos
A Igreja de São Tiago de Rio de Moinhos localiza-se na freguesia de Rio de Moinhos, no município de Borba, Distrito de Évora, em Portugal.
Foi fundada como capela nos finais do século XIII pelo cavaleiro D. Gonçalo, conforme atesta a sua lápide de fundação. Esta lápide de caracteres góticos e escrita em latim tardio é um dos elementos epigráficos e arqueológicos mais importantes da freguesia de Rio de Moinhos.
No século XVI, foi elevada a igreja paroquial deixando de estar dependente da Igreja Matriz de Estremoz. 
Nos finais do século XVII e inícios do século XVIII sofreu grandes reformas que lhe deram a traça atual. O seu teto está revestido de primorosas pinturas a fresco que relatam os milagres que, a tradição de Compostela, atribui ao Apóstolo das Espanhas.
A igreja foi classificada, em 1997, como Imóvel de Interesse Público.
Nela se comemoram duas datas importantes: o IV Domingo da Quaresma com a Bênção dos Cinco Pães e Dois Peixes e no II Domingo de Julho a festas em honra do Apóstolo São Tiago Maior.